# مزرعة بونانزا لفريدريك اي وصوفيا باج
مزرعة فريدريك أ. وصوفيا باج بونانزا (الإنجليزية: rederick A. and Sophia Bagg Bonanza Farm)، والمعروفة أيضًا باسم مزرعة باج بونانزا (الإنجليزية: Bagg Bonanza Farm)، هي مزرعة بونانزا سابقة في مقاطعة ريتشلاند، داكوتا الشمالية، الولايات المتحدة. تم تشغيل مزرعة عائلة باغز بين عامي 1915 و1935، وتبلغ مساحتها ما يصل إلى 7,000 أكر (2,800 ها)، وتم تشغيله تقريبًا مثل المصنع وفقًا لممارسات الأعمال الحديثة في تلك الفترة. أصبحت المزرعة المتبقية الآن مملوكة لمنظمة محلية غير ربحية وتعمل كمتحف. وهو أحد أفضل الأمثلة المحفوظة لمجمع مزرعة بونانزا في البلاد، وقد تم إعلانه معلم تاريخي وطني عام 2005. يقع على بعد حوالي 1 ميل (1.6 كـم) جنوب موريتون.

## الوصف والتاريخ
تقع مزرعة باج بونانزا على جانبي شارع 169th جادة ساوث ايست في منطقة ريف مقاطعة ريتشلاند، شرق وجنوب موريتون. لا تزال محاطة بالحقول الزراعية التي كانت في يوم من الأيام جزءًا من المزرعة، يتكون المجمع الرئيسي من عدد كبير من المباني السكنية والمباني الملحقة بالمزرعة لإيواء الحيوانات والأعلاف والمعدات اللازمة للعمل في الأرض. تم تصميم المباني بطريقة مستقيمة تقريبًا، مع جدران موجهة من الشمال إلى الجنوب ومن الشرق إلى الغرب.

### البناء والتصميم
من الناحية الأسلوبية، تعتبر المباني محلية الطراز، وتفتقر إلى الزخارف المهمة. كان المنزل الرئيسي في الأصل بمثابة مبيت في مزرعة قريبة حيث كان آل باغز يعملون قبل إنشاء هذا المنزل، وقد قاموا بتكييفه لإيواء عائلتهم وعدد من عمال المزرعة المؤقتين.
كان فريدريك وصوفيا باغ مشرفين على العمال وطاهية في مزرعة داونينج، وفي تسعينيات القرن التاسع عشر بدأوا في الاستحواذ على الأراضي في هذه المنطقة لمزرعتهم الخاصة. عام 1915 بدأوا هذه المزرعة، التي وصفها باج بأنها عملية مصنع في الأساس، باستخدام تقسيم العمل والإدارة وتقنيات إدارة التكاليف من الأعمال الصناعية، ولكن تم تطبيقها على ممارسة الزراعة. كانت المزرعة تنتج بشكل أساسي القمح والذرة والبرسيم، وكانت تتفاوت في الحجم، حيث بلغ الحد الأقصى الموثق حوالي 7,000 أكر (2,800 ها). أصبح من الممكن تنفيذ هذه الأنواع من العمليات واسعة النطاق أيضًا بفضل اكتمال بناء السكك الحديدية، التي استطاعت نقل محاصيلها الكبيرة إلى السوق. قام فريدريك باج بتقسيم المزرعة بين أطفاله الخمسة واثنين من موظفيه الرئيسيين.